# Völgyes Iván
Völgyes Iván (Budapest, 1936. augusztus 25. – Tapsony, 2001. június 14.) történész, politológus, egyetemi tanár.

## Élete és munkássága
1956-ban hagyta el Magyarországot és az Egyesült Államokban telepedett le. A washingtoni American University hallgatójaként szerezte meg diplomáit (BA, MA, PhD). Kutatási területe Kelet-Európa és a kommunizmus volt. 1961 és 1995 között politikatudományt oktatott a University of Maryland, Denison University és a University of Nebraska egyetemeken, majd 1995-ben Professor Emeritus-ként vonult nyugdíjba. Több mint harminc könyvet jelentetett meg Kelet-Európa és a volt Szovjetunió politikájával, gazdaságával és társadalmával kapcsolatban, többszáz egyéb írás szerzője vagy társszerzője.
A hetvenes évek derekától üzleti tanácsadói tevékenységet is folytatott, lobbista is volt. 1990-ben létrehozta a Gallup és a Reader's Digest magyarországi képviseleteit. Ettől az évtől kezdve a Lockheed Martin valamint a General Electric cégek tanácsadója is volt. 1995 és 2001 között a General Electric magyarországi vezető konzulense.
A rendszerváltástól aktívan részt vett a hazai gazdasági és közéletben. Alapítója volt az Erasmus Alapítvány a Demokráciáért és a Biztonságpolitikai és Honvédelmi Kutatások Központ intézményeknek. A Balaton Alapítvány kuratóriumának elnökeként a környezetvédelem ügyével is foglalkozott.
2001 júniusában a Synergon Rt igazgató tanácsi tagjaként egy vállalati delegációval Zágrábból utazott Siófokra, amikor a Cessna típusú magángép viharba került és Somogy megyében lezuhant. A hat áldozat között volt Felkai András neves pénzügyi szakember is.
Az Amerikai-Magyar Kereskedelmi Kamara díjat nevezett el Völgyes Ivánról.